# TAKAJIN THE BEST〜My memory〜
『TAKAJIN THE BEST 〜My memory〜』（タカジン・ザ・ベスト 〜マイ・メモリー〜）は、2003年12月3日に発売されたやしきたかじんのベスト・アルバム。

## 内容
2003年10月24日に発売されたシングルで韓国歌手Ryuのカバーである「My memory」をはじめとする、ポリスター在籍時の楽曲から選曲された全14曲。

## 収録曲
1. 未練〜STILL〜 new version '96（05:02）
作詞・作曲：鹿紋太郎　編曲：芳野藤丸
2. My memory（04:32）
作詞：Ryu（日本語詞：及川眠子）　作曲：Park Jeong-won　編曲：住友紀人
3. ICHIZU new version '96（05:05）
作詞・作曲：鹿紋太郎　編曲：芳野藤丸
4. なめとんか new version '96（04:51）
作詞・作曲：鹿紋太郎　編曲：森俊之
5. 最初から今まで（04:37）
作詞：Ryu（訳詞：及川眠子）　作曲:You Hee Jun・Oh Seck Jun　編曲：住友紀人
6. 心はいつも（05:11）
作詞：及川眠子　作曲：やしきたかじん
7. 大阪恋物語 new version '96（05:38）
作詞・作曲：鹿紋太郎　編曲：土井淳
8. やっぱ好きやねん new version '96（05:41）
作詞・作曲：鹿紋太郎　編曲：森俊之
9. エゴイズム（05:06）
作詞：及川眠子　作曲：坂本洋　編曲：川村栄二
10. あんた new version '96（05:02）
作詞・作曲：伊藤薫　編曲：川村栄二
11. 東京（04:28）
作詞：及川眠子　作曲：川上明彦　編曲：川村栄二
12. 明日になれば new version '96（05:47）
作詞：来生えつこ　作曲：やしきたかじん　編曲：川村栄二
13. 最後のネクタイ（06:59）
作詞：伊藤薫　作曲：川上明彦　編曲：若草恵
14. もしも夢が叶うならば（06:03）
作詞：伊藤薫　作曲：川上明彦　編曲：森俊之